# Ерін Брокович (фільм)
«Ерін Брокович» (англ. Erin Brockovich) — фільм режисера Стівена Содерберга про боротьбу американської екоактивістки Ерін Брокович з газовою корпорацією PG&E за права споживачів, що страждали від викидів хрому в Каліфорнії (судовий процес 1993). Світова прем'єра відбулася 17 березня 2000 року.

## Сюжет
Фільм заснований на реальних подіях.
Енергійна, розумна і наполеглива колишня королева краси з трьома дітьми від двох шлюбів та без освіти шукає роботу. Коли в її машину врізається «Ягуар» успішного хірурга і ламає їй шию, Брокович звертається в адвокатську фірму Еда Мезрі. Справа, однак, провалюється у суді, коли захист виставляє Брокович розпусною і неврівноваженою, і вона зривається перед присяжними.
Отримуючи відмови у працевлаштуванні одну за одною, Ерін домагається місця у фірмі Еда Мезрі. Колеги засуджують її манери й стиль одягу, проте вона затято працює і не йде на поступки, виказуючи залізний характер. Взявшись за одну зі справ без гонорару, Ерін Брокович виходить на величезну корпорацію, продукція якої отруює довкілля і скуповує будинки хворих сімей, що живуть в районі заражених водойм. Взявшись за справу, героїня вирушає в небезпечний район, збирає дані, документи та інформацію і переконує начальника розпочати справу. Тим часом сусід-байкер, пропонуючи їй стосунки, береться наглядати за її дітьми, щоб зекономити кошти на няню.
Виснажливо працюючи в тандемі з шефом, прямолінійна та віддана справі Ерін доводить позов до суду, відкидає спроби адвокатів корпорації дешево відкупитись, а партнерів — прибрати її справу до рук, переконує місцеву громаду для колективного позову більш ніж 400 постраждалих. Тим часом діти ображаються через пізні приходи Ерін додому, а бойфренд умовляє її кинути роботу і проводити більше часу з ним. Однак Ерін пояснює йому важливість справи, що нарешті знайшла своє покликання, і відмовляється кинути справу. Він іде.
На ключовому етапі провадження переносять до арбітражного суду (де немає присяжних і рішення не оскаржуються). Постраждалі незгодні з цим, однак інакше вони можуть чекати виплат десятиліттями. До того ж нові адвокати ведуть бесіди значно формальніше за Ерін, люди не довіряють їм і вважають себе ошуканими. Брокович повертається в справу, із Мезрі власноруч збирає більш ніж 600 згод на розгляд справи в арбітражі. Врешті Ерін дістає документи про те, що корпорація знала і намагалась приховати викиди, і вони виграють справу з найбільшою сумою компенсації в американській історії.
Мезрі виплачує Брокович 2 млн доларів як премію. Вона кличе свого колишнього на зустріч із постраждалою, якій повідомляє, що її родина отримає 5 млн доларів компенсації, і він розуміє масштаб діяльності Ерін.
Завдяки Ерін Брокович сотні людей отримали компенсації. Громада міста вдячна їй, а газовий гігант перестав використовувати хром у своєму виробництві.

## У ролях
- Джулія Робертс — Ерін Брокович
- Альберт Фінні — Ед Мезрі
- Аарон Екгарт — Джордж
- Марг Гелгенбергер — Донна Дженсен
- Трейсі Волтер — Чарльз Ембрі
- Пітер Койоті — Курт Поттера
- Черрі Джонс — Памела Дункан
- Кончата Феррелл — Бренда
- Ерін Брокович — офіціантка Джулія
- Вінні Кокс — Тереза
- Ті Джей Тайн — Девід Фойл

## Цікаві факти
Ерін Брокович з'являється у камео на 10 хвилині фільму в ролі офіціантки кафе, на ім'я Джулія Р. Її ім'я стоїть у заключних титрах, у порядку появи на екрані. Адвокат Ед Мезрі знявся статистом у тій же сцені — чоловік в окулярах з книгою, позаду героїні Джулії Робертс.